# Pierre-Antoine de La Place
Pierre-Antoine de La Place, oppure Laplace (Calais, 1º marzo 1707 – Parigi, 14 maggio 1793), è stato uno scrittore, drammaturgo e traduttore francese.

## Biografia
La formazione culturale di La Place si svolse nel collegio gesuita di Saint-Omer e incluse lo studio della lingua inglese e della letteratura inglese.
La Place, durante la sua carriera letteraria, scrisse numerose commedie e tragedie e collaborò per alcuni anni con la rivista settimanale Mercure de France, che nel 1724 assunse questa denominazione cambiandola dall'originale Mercure Galant, fondata nel 1672 da Jean Donneau de Visé come pubblicazione d'informazione generale e d'interesse letterario.
La Place si appassionò così tanto della drammaturgia inglese che, tra il 1745 e il 1749, ultimò l'opera che lo rese noto: otto volumi di Théâtre anglois (Teatro inglese), comprensivi dei testi completi di dieci drammi di William Shakespeare (1564–1616), Otello, Amleto, Macbeth, Cimbelino, Giulio Cesare, Le allegre comari di Windsor, Timone d'Atene, Antonio e Cleopatra, Enrico VI e Riccardo III, la sintesi di ventisei opere di Shakespeare, oltre che i riassunti esaustivi di opere di altri autori, tra i quali, Ben Jonson, Thomas Otway, Edward Young, John Dryden, William Congreve, Nicholas Rowe, Thomas Southerne, Joseph Addison e Richard Steele.
Questa opera diffuse e rese popolari le opere di Shakespeare in Francia, e nella prefazione l'autore affermò che il testo tradotto doveva essere letto e non poteva essere rappresentato; inoltre la traduzione doveva principalmente adattare l'opera al contesto culturale francese ed alle regole del teatro tragico francese, per essere capita dal lettore.
Quindi traducendo e adattando le opere, le idee, le situazioni, i personaggi originali, La Place propose un "secondo testo", che consentì uno sviluppo successivo del teatro drammatico francese.
La Place tradusse le opere originali, sia in prosa sia in versi, spesso alessandrini, così in auge nel classicismo francese del XVII secolo.
Negli stessi anni esordì con la sua prima tragedia, Venise sauvée (Venezia salvata), adattamento di Venice Preserv'd di Otway (1652–1685), messa in scena alla Comédie-Française nel 1746.
Tra le sue altre opere si ricordano Recueil d'Epitaphes, ouvrage moins triste qu'on ne pense (Collezione di epitaffi, un'opera meno triste di quanto si pensi, Bruxelles, 1782, in tre volumi); Recueil de chansons avec musique (Raccolta di canzoni con musica, 1773) e Piéces intéressantes et peu connues... (Brani interessanti e poco conosciuti ...), dedicati alla sua grande passione per la musica, che ottennero un grande successo;  Les Forfaits de l'intolérance sacerdotale (Pacchetti di intolleranza sacerdotale, 1790), incentrato sul suo spirito anticlericale.
Tra le opere tradotte e adattate da La Place si possono menzionare, tra le altre, quelle di Aphra Behn (1640-1689), che fu la prima donna della letteratura inglese a guadagnarsi da vivere come scrittrice, producendo opere in versi e in prosa e componendo opere teatrali, oltre che quelle di Henry Fielding (1707–1754) e di sua sorella Sarah Fielding (1710–1768).
La Place fu uno dei fondatori, assieme a Beaumarchais, della Société des auteurs dramatiques e membro dell'Accademia d'Arras.
Ferdinand Höfer scrive che La Place apparteneva a una famiglia oscura, ma, per il nome, affermava di essere senza dubbio discendente di Pierre de La Place, filosofo e primo presidente della Cour des aides di Parigi, assassinato nella notte di san Bartolomeo.

## Opere principali
- Memoires de Milord *** traduits de l’anglois. Par Monsieur D.L.P., 1737;
- Lettre à M. de B. ..., saggi sulla tragedia, 1738;
- Éléonore Guichard, Mémoires de Cécile, scritti da lei stessa, 1751;
- La laideur aimable, et les dangers de la beauté . Histoire véritable, 1752;
- Thoms Kenbrook, histoire angloise, 1754;
- Adèle, comtesse de Ponthieu, tragedia, 1758;
- Nouveau choix de pièces, tirées des anciens "Mercures" et des autres journaux…, 1760-1764;
- Les Désordres de l’amour, ou les Étourderies du chevalier Des Brières, memorie segreti ed aneddoti storici su Luigi XIV di Francia e Luigi XV di Francia.

## Traduzioni e adattamenti
- Ignace-Vincent Guillot de La Chassagne, Mémoires d’une fille de qualité;
- Aphra Behn Oronoko, ou Le prince nègre, 1745;
- Le Théâtre anglois, 1745-1746;
- Venise sauvée, tragedia adattata da Venice Preserv'd di Thomas Otway, 1747;
- Sarah Fielding, Le Véritable ami, ou la Vie de David Simple, 1749;
- Henry Fielding, Histoire de Tom Jones, ou l’Enfant trouvé, 1750;
- John Cleland, Les erreurs de l’amour-propre, ou Memoires de Mylord D****, 1754.